# Tethyrhynchia mediterranea
Tethyrhynchia mediterranea är en armfotingsart som beskrevs av Kathleen S. Logan och Zibrowius 1994. Tethyrhynchia mediterranea ingår i släktet Tethyrhynchia och familjen Tethyrhynchiidae. Inga underarter finns listade i Catalogue of Life.